# Explotación ferroviaria
Se denomina explotación ferroviaria al conjunto de técnicas, medios y modos que garantizan la circulación de trenes con seguridad y fluidez, y que encamina cada tren hacia su destino según el horario establecido. El ferrocarril es un medio de transporte importante y vital para nuestro día a día.

## Medios
Para que esa explotación se pueda realizar es necesaria una serie de medios materiales, humanos y técnicos, la disponibilidad de una infraestructura adecuada, el material rodante y los sistemas de comunicaciones y de bloqueo, así como los modos de manejo de esos medios. Estos medios son:

### Personas

#### Personal de circulación
Jefe de Circulación o del CTC: El agente que dirige la circulación en una estación o en el CTC. Ejerce el mando del personal de movimiento y del personal de los trenes que se encuentren en la estación, o estaciones de CTC, en todo lo relativo a la circulación.
Agente de circulación: El agente que, a las órdenes directas del Jefe de circulación o del CTC, asegura el servicio de circulación mediante la aplicación de las normas reglamentarias.
Agente de maniobras: El agente que, a las órdenes directas del Jefe de circulación, del CTC o del Agente de circulación, está encargado del accionamiento de las agujas, la realización de las maniobras y del cumplimiento de otras normas reglamentarias que le correspondan.

#### Personal de Mantenimiento e infraestructura
Encargado de los trabajos: El agente encargado en el Bloqueo por ocupación de dirigir los trabajos en la proximidad de la vía.
Agente de infraestructura: El agente de cualquier especialidad en materia de instalaciones, que garantiza el paso de circulaciones mediante la aplicación de las normas reglamentarias que correspondan. Cuando resulte indispensable, podrá realizar maniobras siempre que se trate de material para trabajos de la vía.
Piloto de seguridad: El agente encargado de la vigilancia y protección de los trabajos en la vía en relación con la circulación. Podrá ser un agente de Movimiento cuando los trabajos se realicen dentro de una estación.
Guardabarrera: El agente que tiene a su cargo la vigilancia y actuación de un Paso a Nivel.

#### Personal de trenes.
Maquinista: El agente encargado de la conducción de un vehículo motor y del cumplimiento de las normas de circulación. En plena vía, tiene el mando de todo el personal del tren.
Ayudante: El agente que colabora en la conducción de un vehículo motor y secunda al maquinista en el cumplimiento de las normas de circulación. En ciertos trenes puede realizar la conducción del vehículo motor a las órdenes del maquinista.

### Infraestructura
Apeadero: Dependencia para la bajada y subida de viajeros.
Cargadero: Instalación de vías para la carga y descarga de vagones con enlace a una línea mediante una o más agujas de plena vía.
Estación: es la instalación de vías y agujas, protegida por señales, que tiene por objeto coordinar la circulación.
Línea: es la comunicación ferroviaria entre dos puntos determinados. Las líneas pueden tener una, dos o más vías (líneas de vía única, vía doble, vía doble banalizada, vía múltiple). Una red ferroviaria está formada por todas sus líneas.
Paso a Nivel: Paso de la línea férrea al mismo nivel que una carretera o camino transitado por tráfico rodado, puede estar servido por un guardabarrera.
Plena vía: La parte de la vía comprendida entre las señales de entrada de dos estaciones colaterales.
Puesto de circulación: Sector de vías, agujas y señales de una estación, a cargo de un Jefe de circulación, así como sus bifurcaciones cuando dependan de la misma estación.
Puesto de Mando (PM): Dependencia encargada de organizar y coordinar la circulación en las líneas de su jurisdicción. 
Control de tráfico centralizado (CTC): Dependencia encargada de coordinar la circulación de los trenes en su zona de influencia.
Trayecto: un tramo de una línea es el recorrido entre dos estaciones determinadas, en forma genérica. Se entiende por trayecto la parte de línea comprendida entre dos estaciones colaterales.
Vías de circulación: son las vías de una estación utilizadas para entrada, salida o paso de los trenes.

### Trenes
Tren directo: Para una estación, el que no tiene parada en ella.